# Bakonybél, Veszprém
Bakonybél  este un sat în districtul Zirc, județul Veszprém, Ungaria, având o populație de 1.309 locuitori (2011). 

## Demografie
Componența etnică a satului Bakonybél
     Maghiari (97,08%)
     Germani (1,42%)
     Necunoscut (1,5%)
     Alții (1,5%)
Componența confesională a satului Bakonybél
     Romano-catolici (71,28%)
     Reformați (1,76%)
     Fără religie (1,76%)
     Necunoscută (23,61%)
     Alte religii (3,13%)
Conform recensământului din 2011, satul Bakonybél avea 1.309 locuitori. Din punct de vedere etnic, majoritatea locuitorilor (97,08%) erau maghiari, cu o minoritate de germani (1,42%). Apartenența etnică nu este cunoscută în cazul a 1,5% din locuitori.  Din punct de vedere confesional, majoritatea locuitorilor (71,28%) erau romano-catolici, existând și minorități de persoane fără religie (1,76%) și reformați (1,76%). Pentru 23,61% din locuitori nu este cunoscută apartenența confesională.